# Alfonz
Alfonz – der Comicreporter ist ein deutsches Fachmagazin über Comics, das vom Edition Alfons – Verlag Volker Hamann herausgegeben wird. Herausgeber der Zeitschrift sind die Comicjournalisten Volker Hamann und Matthias Hofmann. Das Magazin erscheint seit 2012 vierteljährlich in ausgesuchten Buch- und Comicbuchhandlungen mit Artikeln zu Comic-Neuheiten und Hintergründen über Serien, Zeichner und Verlage der graphischen Literatur. Thematisch wird ein großer Bereich abgedeckt, von Superhelden über Graphic Novels bis zu Kinder- und Webcomics und Manga. 
 Fester Bestandteil jeder Ausgabe ist die Rubrik COMIC REPORT mit Informationen über die Comicbranche. Einmal jährlich erscheint in diesem Rahmen eine umfangreiche Analyse des Comicmarkts in Deutschland als Jahresrückblick auf das vergangene Comic- und Manga-Jahr.